# Принц, Виктор Яковлевич
Ви́ктор Я́ковлевич Принц (21 апреля 1950, Тавда, Свердловская область — 24 июня 2021, Новосибирск, Новосибирская область) — советский и российский физик, доктор физико-математических наук (2005), член-корреспондент РАН (2019). Специалист в области полупроводников и нанотехнологий. Занимался вопросами диагностики и контроля качества многослойных структур. Разработал технологию создания трёхмерных наноструктур из планарных гетероструктур, состоящих из полупроводников, металлов, диэлектриков и двумерных материалов. Инициировал работы по созданию самоформирующихся массивов трёхмерных наноструктур: монокристаллических нанонитей и нанокристаллов со встроенными металлическими наноиглами.

## Биография
Родился 21 апреля 1950 года в городе Тавде Свердловской области в семье высланных в начале Великой Отечественной войны крымских немцев, где с апреля 1941 по август 1945 гг. находился Тавдинский ИТЛ. После разрешения в 1956 году покинуть поселение семья переехала в город в Тараз в Казахстан. Используя приусадебный участок семья смогла выжить. Отец работал на заводе в литейном цехе, а мать — учителем.
В 1972 году окончил Новосибирский государственный университет по специальности «физика». С этого же года начал работать в Институте физики полупроводников им. А. В. Ржанова СО РАН в должностях младшего, затем старшего научного сотрудника. В 1981 году защитил кандидатскую диссертацию «Исследование электрически активных центров в арсениде галлия и твёрдых растворах на его основе методами ёмкостной спектроскопии» под руководством Александра Филипповича Кравченко. В начале 1980-х годов В. Я. Принц занимался прикладными исследованиями, связанными с микроэлектроникой. В частности, решал проблему контроля качества полупроводниковых материалов, используемых для создания интегральных схем и СВЧ полевых транзисторов.
С 1992 года — заведующий лабораторией физики и технологии трёхмерных наноструктур. В начале 1990-х годов заинтересовался напряжёнными плёнками полупроводников и исследовал управляемые трещины в них. Разработка технологии сворачивания напряжённых двойных слоёв привела к появлению нового раздела наномеханики в 2000 году, которое впоследствии получило в русскоязычной литературе название Принц-технологии. 18 октября 2005 года защитил докторскую диссертацию «Нанооболочки и прецизионные наносистемы на основе напряжённых гетероструктур» (официальные оппоненты — В. Н. Брудный, Н. Ф. Морозов, А. В. Окотруб).
Являлся экспертом по физике и нанотехнологии «Сколково», РФФИ, группы ОНЭКСИМ, входил в федеральный реестр экспертов ФГБНУ НИИ РИНКЦЭ. На протяжении многих лет являлся рецензентом журналов издательства IOP Publishing. Член редколлегии научного журнала ISRN Nanotechnology.
Автор 140 научных работ, 34 патентов и 4 монографий (согласно другим данным: 240 статей и 120 патентов). По состоянию на сентябрь 2023 года имел более 2700 цитирований (Web of Science) своих работ. Индекс Хирша (2023) — 23.
Умер 24 июня 2021 года от COVID-19. Похоронен на Южном кладбище Новосибирска.
Сын — Александр Викторович Принц. Двоюродный дедушка — академик Яков Иванович Принц.

### Научный вклад
Тройные растворы полупроводников с составом типа AxC1-xB (например, In0,25Ga0,75As) имеют отличающуюся от полупроводников AIIIBV (например, GaAs, InAs) постоянную решётки, поэтому при эпитаксиальном росте в таких структурах возникают сильные механические напряжения. Такой рост называют псевдоморфным и существует критическая толщина плёнки, при которой она остаётся согласованной по постоянной решётке с подложкой. Для пары материалов GaAs и InAs разница в постоянных решётки достигает 7,2 %, то есть возможно вырастить напряжённую плёнку толщиной только в несколько монослоёв на подложке InP. GaAs и InAs подстраиваются под постоянную решётки InP, в результате формируя биплёнку, состоящую из сжатого слоя InAs и растягнутого — GaAs. В. Я. Принц предложил использовать биплёнки с асимметричным напряжением, выращенных на InP подложке с дополнительным тонким слоем AlAs, расположенным между подложкой и псевдоморфной плёнкой. Этот метод получил название Принц-технология. Если удалить жертвенный слой (AlAs) посредством селективного травления, релаксация напряжений в бислое приводит к сворачиванию структуры, формируя свиток с диаметром порядка {\displaystyle D\approx da/\Delta a\,,} где d — толщина биплёнки, a — постоянная решётки, Δa — разница в постоянных решётки между двумя слоями плёнки. Полученные свитки имели диаметр в диапазоне между 3 нм и 10 мкм. Из-за анизотропии модуля Юнга, ориентируя узкие полоски бислоёв на подложках, можно создавать спирали и кольца. Управляя составом (постоянной решёткой) и толщиной бислоя, можно управлять размером трёхмерных наноструктур. В 2001 году были продемонстрированы различные свободные трёхмерные массивы наноструктур на основе GexSi1-x псевдоморфных плёнок.
В лаборатории В. Я. Принца изучался диоксид ванадия, который может испытывать фазовый переход из проводника в диэлектрик при комнатной температуре, при котором меняются параметры его кристаллической структуры на один процент, что вызывает формирование больших напряжений и приводит к разрушению кристаллов. Создавая малую площадь кремниевой подложки и фиксируя температуру роста VO2 около 460 °C, можно получить монокристаллы диоксида ванадия на остриях кремниевых игл.

## Статьи
Основные статьи
- Prinz V. Ya., Seleznev V. A., Gutakovsky A. K., Chehovskiy A. V., Preobrazhenskii V. V., Putyato M. A., Gavrilova T. A. Free-standing and overgrown InGaAs/GaAs nanotubes, nanohelices and their arrays (англ.) // Physica E: Low-dimensional Systems and Nanostructures. — 2000. — Vol. 6. — P. 828—831. — doi:10.1016/S1386-9477(99)00249-0.
- Golod S. V., Prinz V. Ya., Mashanov V. I., Gutakovsky A. K. Fabrication of conducting GeSi/Si micro- and nanotubes and helical microcoils (англ.) // Semiconductor Science and Technology. — 2001. — Vol. 16. — P. 181. — doi:10.1088/0268-1242/16/3/311.
- Prinz V. Ya., Grützmacher D., Beyer A., David C., Ketterer B., Deckardt E. A new technique for fabricating three-dimensional micro- and nanostructures of various shapes (англ.) // Nanotechnology. — 2001. — Vol. 12. — P. 399. — doi:10.1088/0957-4484/12/4/301.
- Prinz V. Ya. A new concept in fabricating building blocks for nanoelectronic and nanomechanic devices (англ.) // Microelectronic engineering. — 2003. — Vol. 69. — P. 466—475. — doi:10.1016/S0167-9317(03)00336-8.
- Prinz V. Ya., Seleznev V. A., Gutakovsky A. K. Self-formed InGaAs/GaAs Nanotubes: Concept, Fabrication, Properties // 24rd international conference on the physics of semiconductors : Jerusalem, Israel, August 2-7, 1998 :  [англ.] / David Gershoni. — Singapore : World Scientific, 1999. — P. 332. — ISBN 9810240309. — doi:10.1142/3915.

Статьи на русском языке
- Фрицлер К. Б., Принц В. Я. Методы трёхмерной печати микро- и наноструктур // УФН. — 2019. — Т. 189. — С. 55—71. — doi:10.3367/UFNr.2017.11.038239.
- Принц В. Я. Самоформирующиеся прецизионные 3D наноструктуры для будущих проборов наноэлектроники и наномеханики // Нанотехнологии в полупроводниковой электронике / Под ред. А. Л. Асеева. — Новосибирск: Сибирское отделение Российской академии наук, 2004. — С. 85—120. — 368 с. — 500 экз. — ISBN 5-7692-0680-2.

Диссертации
- Принц В. Я. Нанооболочки и прецизионные наносистемы на основе напряженных гетероструктур : диссертация … доктора физико-математических наук : 01.04.10. — Новосибирск, 2005. — 368 с.
- Принц В. Я. Исследование электрически активных центров в арсениде галлия и твердых растворах на его основе методами емкостной спектроскопии : диссертация … кандидата физико-математических наук : 01.04.10. — Новосибирск, 1980. — 214 с.